# ماركس سانتوس
ماركس سانتوس (9 مايو 1988 بغويانيا في البرازيل - ) هو لاعب كرة قدم برازيلي في مركز الدفاع. لعب مع نادي بالميراس ونادي سوندرييسكه ونادي فيلا نوفا ونادي إيتوانو ونادي ساو كارلوس وAssociação Atlética Aparecidense ‏ وGuarani Esporte Clube (MG) ‏ ونادي فارول كونستانتسا وأمريكا دي ناتال ‏ ونادي ريو فيردي وFunorte Esporte Clube ‏ وFutebol Clube Santa Cruz ‏ وأتلتيكا  كالدينسي ‏ وMorrinhos Futebol Clube ‏ ونادي بوا إيسبورت.

## وصلات خارجية
- ماركس سانتوس على موقع قاعدة بيانات كرة القدم.إي يو (الإنجليزية)
- ماركس سانتوس على موقع Soccerway.com (الإنجليزية)